# ستايسي توماس
ستايسي توماس (بالإنجليزية: Stacey Thomas)‏ هو لاعب كرة قدم أمريكية أمريكي، ولد في 4 ديسمبر 1984 في نيو أورلينز في الولايات المتحدة.